# アメリカ合衆国国防副長官
アメリカ合衆国国防副長官 (United States Deputy Secretary of Defense，略称:DEPSECDEF) は、アメリカ合衆国の官職の1つであり、国防総省内で国防長官に次ぐ第2位の上級職員である。国防総省のウェブサイトによると、副長官には以下のような権限がある。

## 任命と就任資格
国防副長官に関する規定が置かれているのは、合衆国法典第10編第1部第4章132条（10 U.S.C. § 132）である。同条（a）項によれば、国防副長官は大統領によって任命（指名）され、上院の「助言と承認」（advice and consent）をもって就任することと定められている。なお、承認は上院本会議での投票をもって行われ、過半数の賛成が必要である。また、承認投票に先立ち上院軍事委員会で公聴会が開催され、指名を受けた者が証人として招かれて議員からの質問に答える形で証言をし、適性を審査されることが一般的である。 
さらに同条（a）項によれば、国防副長官に任命される者は文民でなければならず、さらに退役軍人については「現役任務を退いてから7年以内の者は任命されてはならない。」と規定されている。

## 歴史
現在の国防副長官職に当たる官職が創設されたのは、1949年4月2日に成立したPublic Law 81-36（第81連邦議会で可決された一般法第36号という意味）によってである。同法の成立によって、国防長官に次ぐ第2位の役職として「国防次官」（Under Secretary of Defense）のポストが新設され、同年5月2日には初代国防次官としてスティーヴン・アーリーが就任している。
同じように、現在の副長官職に相当するポストが「次官」として設置された例として、国務省における国務次官ポストが挙げられるが、国務次官のポストが「国務副長官」という名称に改められたのが1972年のことであるのに対し、 国防次官のポストが国防副長官という名称に改められたのはそれと比べて非常に早く、次官職が創設されてからわずか4ヶ月後の1949年8月10日のことであった。この日可決されたPublic Law 81-216（第81連邦議会で可決された一般法第216号）は、1947年に制定された国家安全保障法を修正する法案であったが、この中で国防次官職は国防副長官とその役職名が改められた。この法案の成立により、初代国防次官として在任中であったアーリーは同日をもって初代国防副長官に就任した。
その後しばらく国防副長官職について動きはなかったが、1972年10月27日に成立したPublic Law 92-596（第92連邦議会で可決された一般法第596号）において、「第二国防副長官」（Second Deputy Secretary of Defense）なる新しいポストが設置された。 この「第二国防副長官」は、従来の国防副長官とともに国防長官を補佐し、長官の指示に従って任務に当たることとされていたが、第二国防副長官のポストは設置後しばらく空席の状態が続き、1975年12月23日にジェラルド・フォード大統領の任命によりロバート・エルズワース（Robert F. Ellsworth）が初めてこのポストに就任している。エルズワースはその後1977年1月10日まで同職を務めて退任しているが、後任者は指名されなかった。その後1977年10月21日に成立したPublic Law 95-140（第95連邦議会で可決された一般法第140号）において、この「第二副長官」職は廃止され、代わりに長官、副長官に次ぐポストとして国防次官（Under Secretaries of Defense）職が設置された。以降現在に至るまで、国防次官のポストは筆頭格である政策担当国防次官をはじめ担当職域ごとにポストが増設されるなどした結果、現在は5つの次官ポストが存在するが、第二国防副長官のポストが再設置されたことは一度もない。従って、エルズワースは初代かつ唯一の第二国防副長官である。
なお英語版ウィキペディアの本項ではエルズワースを歴代の国防副長官にカウントしているため（2018-12-31T22:28:24の版）、エルズワース以降の代数が日本語版の本項とは1代ずれている。

## 任務・権限
国防総省のウェブサイトに掲載された組織概説では、国防副長官の任務・権限について「国防長官のために行動し、また法令に則り長官が行うことが認められているあらゆる事柄に関して、長官の権限を委任される。」とされている。また、国防副長官についての諸規定を定めた合衆国法典第10編第1部第4章132条では、同条（b）項前段において同様のことが定められている。
また、同条（c）項では、国防副長官を国防総省の「最高管理責任者」（Chief Management Officer，CMO）として職務にあたると規定されている。これは、年度によっては数千億ドル規模にも上る国防総省の予算の執行・管理や文民だけでも数十万人に及ぶ職員の統制など、国防総省の日々の業務執行を監督する職責を負っているということであり、国防長官がより規模の大きな職務（外遊や大統領への助言など）にあたらなければならないことが多い中で、国防副長官に与えられているCMOの職務は最高執行責任者（COO）の立場に近い。アメリカの国防戦略の方針を示す「四年ごとの国防計画見直し」（QDR）を策定する上級レベル再検討グループ（Senior Level Review Group，SLRG）の議長を務めるのも国防副長官である。
権限や序列についても、合衆国法典第10編第1部第4章132条で詳しく定められている。同条（d）項では国防総省内での序列について、国防副長官の序列は「国防長官のすぐ後ろ」、すなわち2位であると定められている。また、権限については同条（b）項後段に重要な規定があり、「国防副長官は、長官が職務不能に陥った場合、あるいは長官が欠けた場合には、長官（の職務）を代行し、長官の権限を行使しなければならない。」とされている。これまでに国防長官が職務不能に陥ったケースは無いが、一時的に長官が欠けたケースは3例存在している（いずれも死亡等によらない自発的な退任によるもの）。最初の例は、リチャード・ニクソン大統領政権下において、エリオット・リチャードソン長官が司法長官に就任するために辞職した時のことであり、この時は後任者であるジェームズ・R・シュレシンジャー長官が就任するまでの39日間を、ビル・クレメンツ副長官が長官代行として職務にあたった。2例目は、ロナルド・レーガン政権からジョージ・H・W・ブッシュ政権への移行時のことであり、フランク・カールッチ長官が退任してから後任者であるディック・チェイニー長官が就任するまでの59日間を、政権移行後も留任したウィリアム・タフト4世副長官が長官代行として職務にあたった。そして3例目は、シリアからの撤退をめぐってドナルド・トランプ大統領と対立したジェームズ・マティス長官が辞任した結果、2019年1月1日以降にパトリック・シャナハン副長官が長官代行として職務にあたった。

## 歴代国防副長官
| 代 | 氏名                               | 氏名                               | 在任期間       | 在任期間       | 備考       |
| 代 | 氏名                               | 氏名                               | 着任           | 退任           | 備考       |
| -- | ---------------------------------- | ---------------------------------- | -------------- | -------------- | ---------- |
| 1  | スティーヴン・アーリー             | スティーヴン・アーリー             | 1949年5月2日   | 1949年8月9日   | [ 注釈 3 ] |
| 1  | スティーヴン・アーリー             | スティーヴン・アーリー             | 1949年8月10日  | 1950年9月30日  | [ 注釈 4 ] |
| 2  | ロバート・A・ラヴェット            | ロバート・A・ラヴェット            | 1950年10月4日  | 1951年9月16日  |            |
| 3  | 画像なし                           | ウィリアム・フォスター             | 1951年9月24日  | 1953年1月20日  |            |
| 4  | 画像なし                           | ロジャー・M・カイズ                | 1953年2月2日   | 1954年5月1日   |            |
| 5  | ロバート・バーナード・アンダーソン | ロバート・バーナード・アンダーソン | 1954年5月3日   | 1955年8月4日   |            |
| 6  | 画像なし                           | ルーベン・ロバートソン             | 1955年8月5日   | 1957年4月25日  |            |
| 7  | ドナルド・A・クォールズ            | ドナルド・A・クォールズ            | 1957年5月1日   | 1959年5月8日   |            |
| 8  | トマス・S・ゲイツ                  | トマス・S・ゲイツ                  | 1959年6月8日   | 1959年12月1日  |            |
| 9  | ジェームズ・H・ダグラス            | ジェームズ・H・ダグラス            | 1959年12月11日 | 1961年1月24日  |            |
| 10 | 画像なし                           | ロスウェル・L・ギルパトリック      | 1961年1月24日  | 1964年1月20日  |            |
| 11 | サイラス・ヴァンス                 | サイラス・ヴァンス                 | 1964年1月28日  | 1967年6月30日  |            |
| 12 | ポール・ニッツェ                   | ポール・ニッツェ                   | 1967年7月1日   | 1969年1月20日  |            |
| 13 | 画像なし                           | デビッド・パッカード               | 1969年1月24日  | 1971年12月13日 |            |
| 14 | ケネス・ラッシュ                   | ケネス・ラッシュ                   | 1972年2月23日  | 1973年1月29日  |            |
| 15 | ビル・クレメンツ                   | ビル・クレメンツ                   | 1973年1月30日  | 1977年1月20日  | [ 注釈 5 ] |
| 16 | チャールズ・ダンカン               | チャールズ・ダンカン               | 1977年1月31日  | 1979年7月26日  |            |
| 17 | グラハム・クレイター               | グラハム・クレイター               | 1979年8月24日  | 1981年1月16日  |            |
| 18 | フランク・カールッチ               | フランク・カールッチ               | 1981年2月4日   | 1982年12月31日 |            |
| 19 | 画像なし                           | ポール・セイヤー                   | 1983年1月12日  | 1984年1月4日   |            |
| 20 | ウィリアム・ハワード・タフト4世    | ウィリアム・ハワード・タフト4世    | 1984年2月3日   | 1989年4月22日  |            |
| 21 | ドナルド・アットウッド             | ドナルド・アットウッド             | 1989年4月24日  | 1993年1月20日  |            |
| 22 | ウィリアム・J・ペリー              | ウィリアム・J・ペリー              | 1993年3月5日   | 1994年2月3日   |            |
| 23 | ジョン・M・ドイッチュ              | ジョン・M・ドイッチュ              | 1994年3月11日  | 1995年5月10日  |            |
| 24 | ジョン・P・ホワイト                | ジョン・P・ホワイト                | 1995年6月22日  | 1997年7月15日  |            |
| 25 | ジョン・ヘイムリ                   | ジョン・ヘイムリ                   | 1997年7月29日  | 2000年3月31日  |            |
| 26 | ルディ・デ・レオン                 | ルディ・デ・レオン                 | 2000年3月31日  | 2001年3月1日   |            |
| 27 | ポール・ウォルフォウィッツ         | ポール・ウォルフォウィッツ         | 2001年3月2日   | 2005年5月13日  |            |
| 28 | ゴードン・リチャード・イングランド | ゴードン・イングランド             | 2005年5月13日  | 2006年1月4日   | 代行       |
| 28 | ゴードン・リチャード・イングランド | ゴードン・イングランド             | 2006年1月4日   | 2009年2月11日  |            |
| 29 | ウィリアム・J・リン3世             | ウィリアム・J・リン3世             | 2009年2月12日  | 2011年10月5日  |            |
| 30 | アシュトン・B・カーター            | アシュトン・カーター               | 2011年10月6日  | 2013年12月3日  |            |
| -  | クリスティン・フォックス           | クリスティン・フォックス           | 2013年12月3日  | 2014年5月1日   | 代行       |
| 31 | ロバート・ワーク                   | ロバート・ワーク                   | 2014年5月1日   | 2018年7月14日  |            |
| 32 | パトリック・シャナハン             | パトリック・シャナハン             | 2018年7月19日  | 2019年6月23日  |            |
| -  | デイビット・ノークイスト           | デイビット・ノークイスト           | 2019年1月1日   | 2019年7月23日  | 代行       |
| -  | リチャード・V・スペンサー          | リチャード・V・スペンサー          | 2019年7月23日  | 2019年7月31日  | 代行       |
| 33 | デイビット・ノークイスト           | デイビット・ノークイスト           | 2019年7月31日  | 2021年2月8日   |            |
| 34 | キャスリーン・ヒックス             | キャスリーン・ヒックス             | 2021年2月8日   | 2025年1月20日  |            |
| 35 | スティーブン・ファインバーグ       | スティーブ・フェインバーグ         | 2025年3月17日  | 現職           |            |